# Chiesa di Sant'Agostino (San Gimignano)
La chiesa di Sant'Agostino è un luogo di culto cattolico del centro storico di San Gimignano, in provincia di Siena, Arcidiocesi di Siena-Colle di Val d'Elsa-Montalcino.
Adiacente alla chiesa sorge il Convento agostiniano e un chiostro quattrocentesco: in questi locali fino al 1983 fu ospitata la raccolta ornitologica donata al comune di San Gimignano dalla marchesa Marianna Panciatichi Ximenes d'Aragona Paulucci nel 1918 ed ora esposta nella chiesa del Quercecchio.

## Storia e descrizione
Iniziata nel 1280 e terminata verosimilmente entro il 1298, interamente realizzata in mattoni, è semplice e austera, con i finestroni gotici che scandiscono i fianchi, coronati in alto da una cornice di arcatelle trilobate.
La chiesa presenta caratteristiche derivate sia dall'architettura romanica che da quella gotica.
La facciata principale è aperta solo da un portale e da un occhio con la cornice decorata in cotto.
Solitamente si accede alla chiesa attraverso la porta che si apre sul fianco destro.

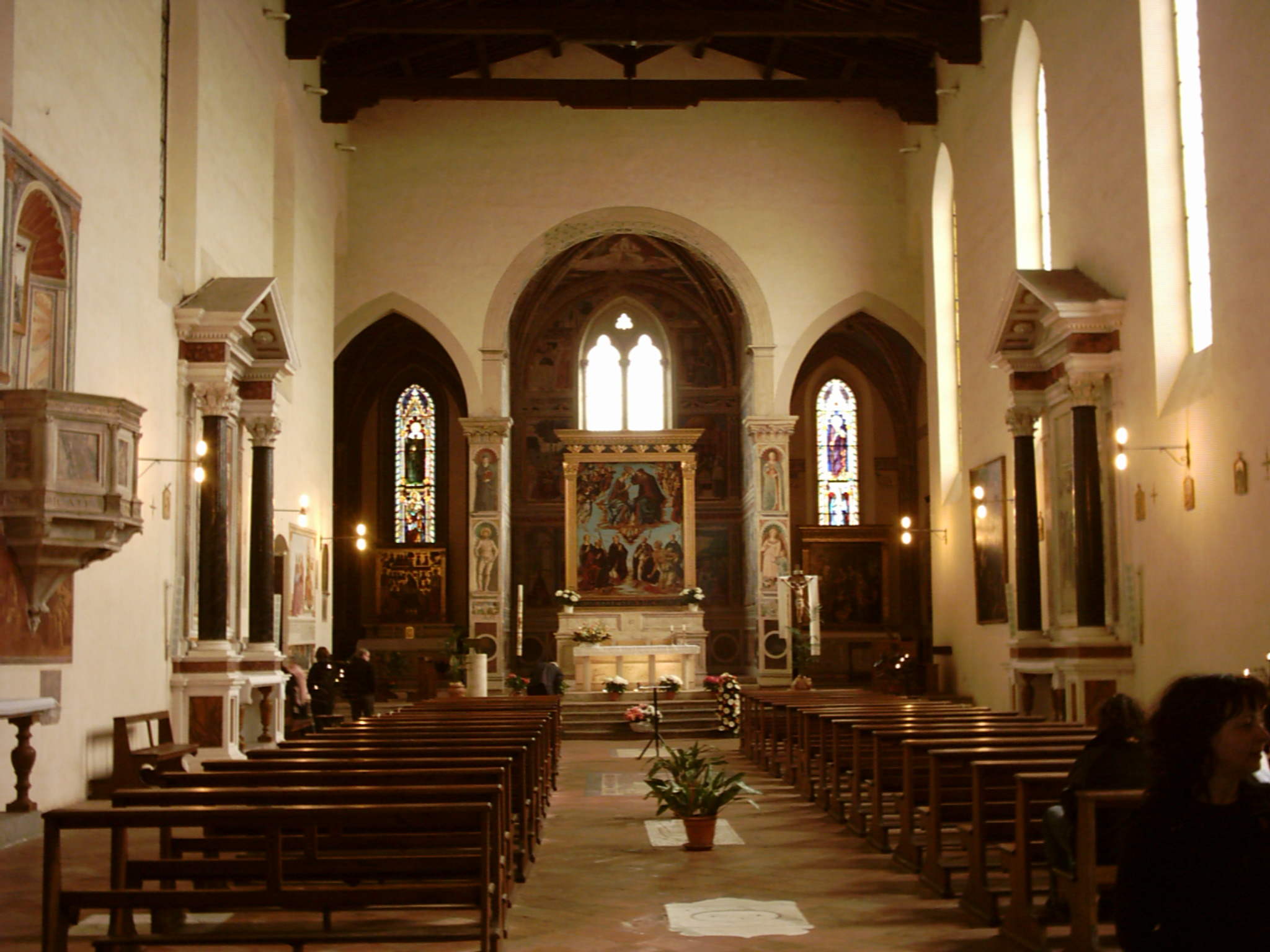
Interno della chiesa

L'ampia navata è coperta con capriate lignee e si conclude con una cappella quadrangolare affiancata da due cappelle minori, anch'esse a pianta quadrangolare.

### Cappella di san Bartolo

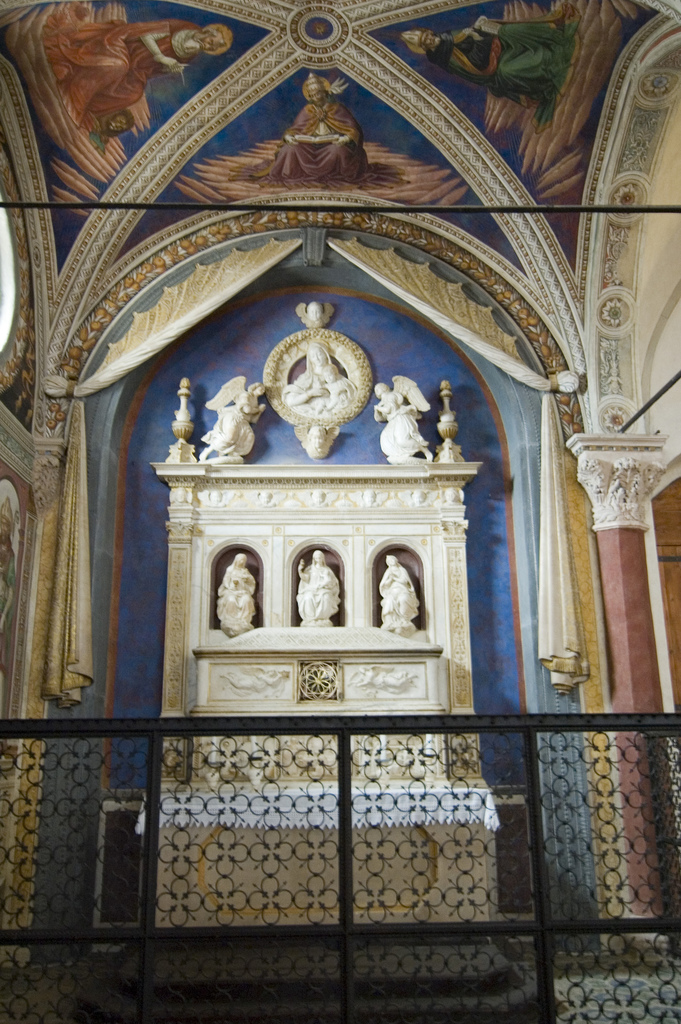
Veduta della cappella di san Bartolo

La cappella dedicata al santo sangimignanese è posta nella controfacciata della chiesa. L'altare marmoreo è opera di Benedetto da Maiano, mentre il pittore sangimignanese Sebastiano Mainardi, cognato del Ghirlandaio, ha affrescato la volta con i dottori della Chiesa (Ambrogio, Agostino, Girolamo e Gregorio) e la parete accanto all'altare con San Gimgnano, Santa Lucia e San Nicola di Bari
Interessante è anche il pavimento realizzato con mattonelle in maiolica originali del XV secolo, opera di Andrea della Robbia.
La cancellata in ferro battuto che delimita la cappella è invece una realizzazione ottocentesca.

### Parete destra della navata

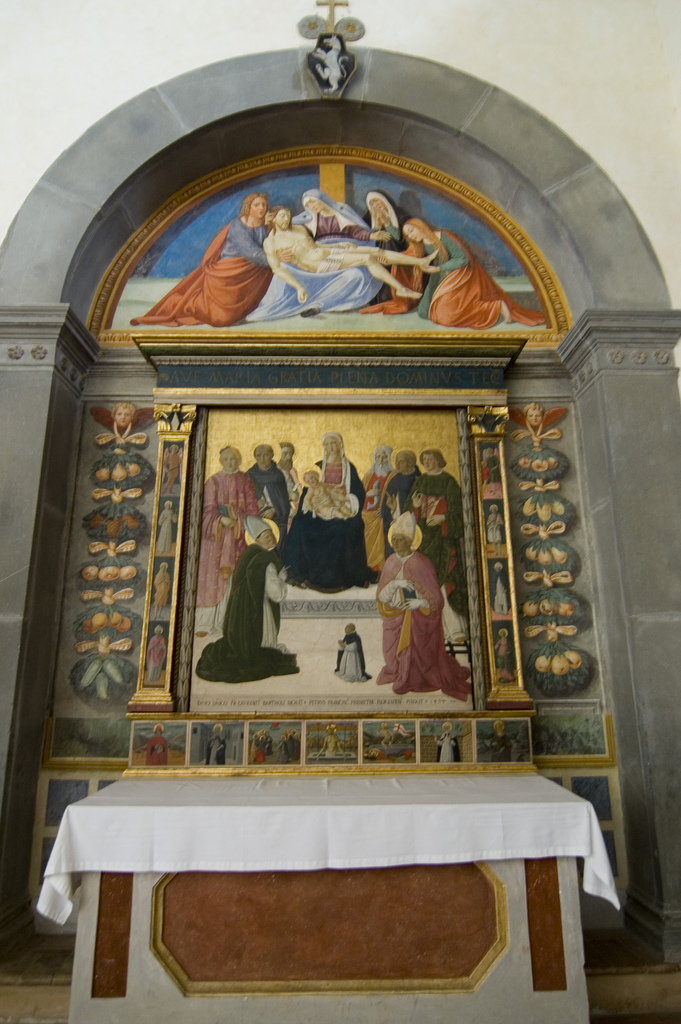
Pier Francesco Fiorentino, Madonna in trono col Bambino e santi (1494) e lunetta di Vincenzo Tamagni

Nel primo altare della parete di destra vi è una tavola con Madonna in trono col Bambino e Santi datata 1494 di Pier Francesco Fiorentino, pittore molto prolifico in tutta la Valdelsa: Pier Francesco Fiorentino raffigurò di piccole dimensioni anche il committente il frate domenicano Lorenzo di Bartolo. La tavola, pur adattandosi perfettamente alle dimensioni dell'altare, proviene dall'ex convento di San Domenico a San Gimignano. La lunetta sopra la tavola è stata affrescata nei primi anni del Cinquecento dal pittore sangimignese Vincenzo Tamagni
Proseguendo, vicino alla porta di ingresso, troviamo una Deposizione affrescata nella seconda metà del XIV secolo da Bartolo di Fredi.
In una nicchia riscoperta solamente nel 1908 si trova un'altra Deposizione di Biagio di Goro.
Il terzo altare è barocco: qui si conservano ancora le figure di santi affrescate da Vincenzo Tamagni intorno ad una nicchia non più esistente nella foggia originale che conteneva una figura lignea di sant'Antonio di mano dello scultore senese Francesco di Valdambrino; attualmente, dopo la ristrutturazione del 1728 vi si venera San Nicola da Tolentino.
Anche il quarto altare, l'ultimo del lato destro, è in stile barocco: qui era stata collocata la tavola di Piero del Pollaiolo che ora campeggia sull'altare maggiore di questa chiesa. Purtroppo, gli affreschi trecenteschi di mano di Lippo Memmi che si trovavano sulla parete dove fu realizzato l'altare sono stati irrimediabilmente rovinati: vi si intravedono una figura di una Maddalena, una giovane martire vestita all'antica e una santa Margherita (o forse una santa Verdiana).
Tra quest'ultimo altare e il transetto si trova un quadro proveniente dalla chiesa di San Domenico raffigurante Santa Caterina da Siena di Annibale Mazzuoli.

### Zona absidale

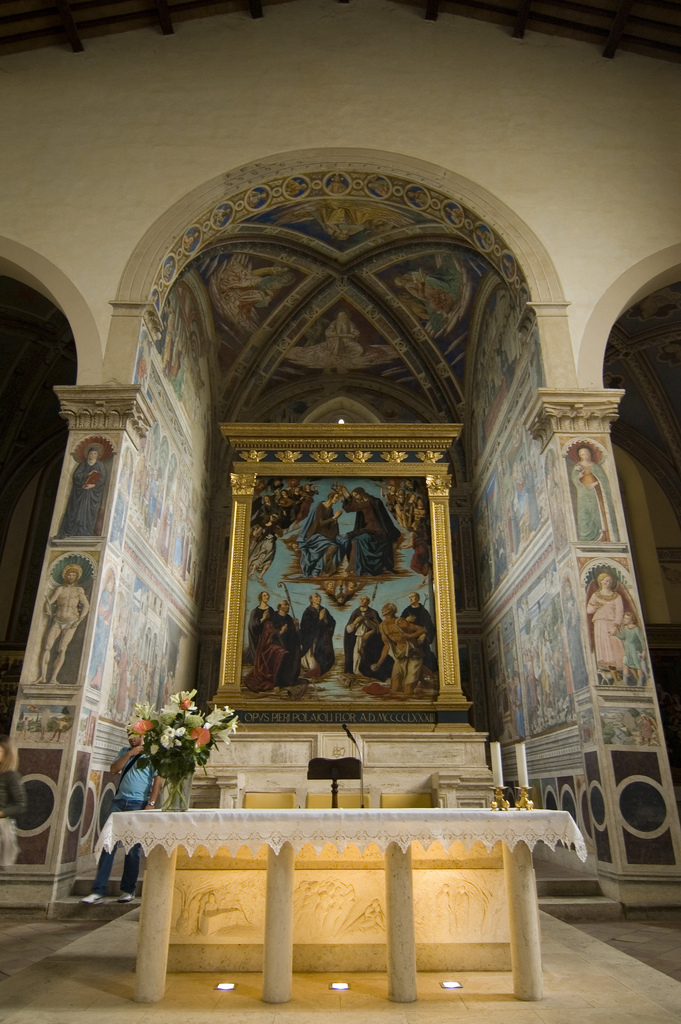
L'altare maggiore

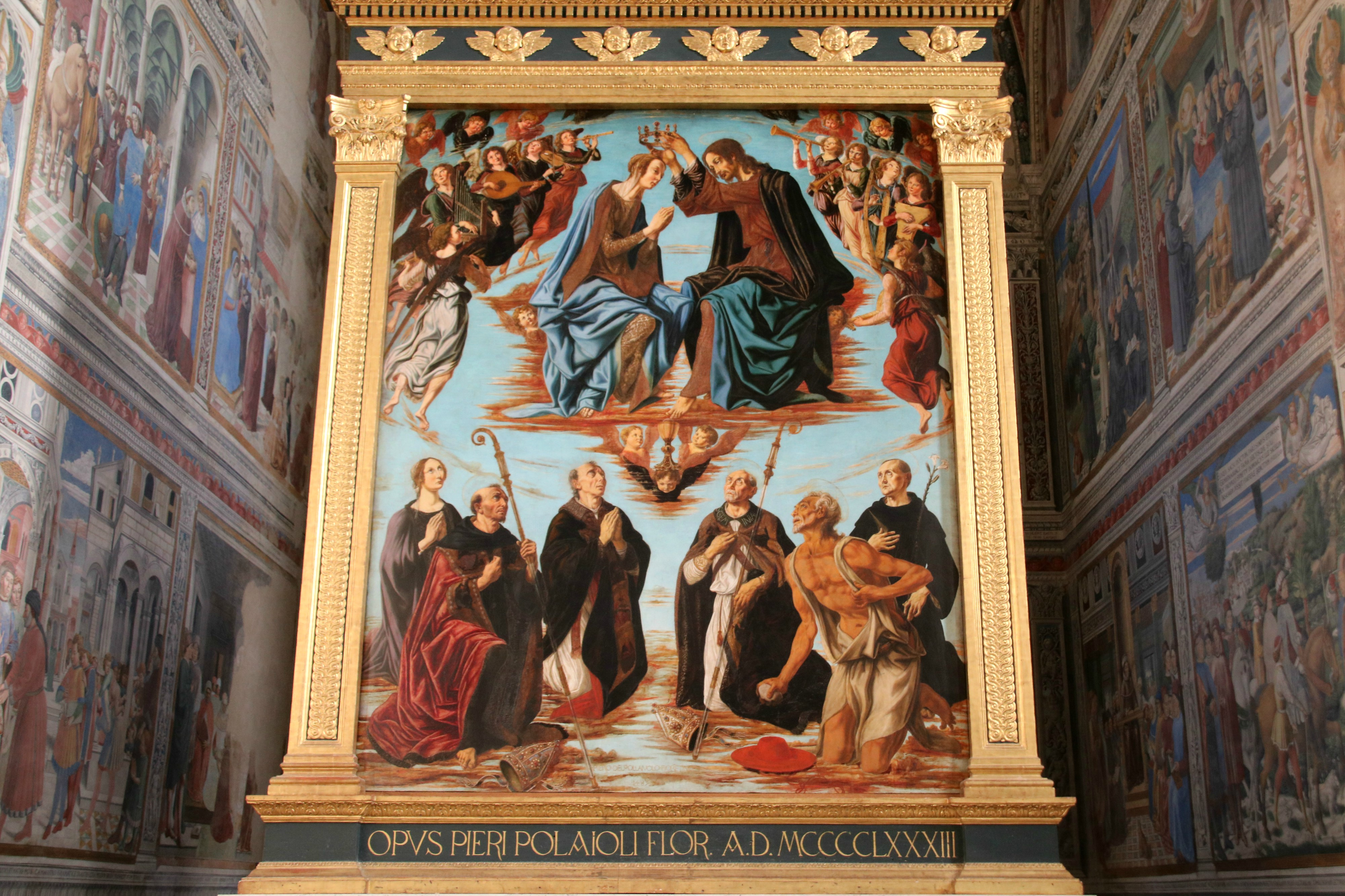
Particolare dell'Altare Maggiore

La zona absidale è composta dalla cappella centrale del coro, affiancata da due cappelle laterali.
Nella cappella del coro si trovano le celeberrime Storie della vita di sant'Agostino di Benozzo Gozzoli (1464-1465); la pala dell'altare maggiore con l'Incoronazione della Vergine, santi e angeli musicanti è opera di Piero del Pollaiolo ed è datata 1483. Il bassorilievo dell'altare è stato realizzato da Marco Di Piazza.
Nella cappella alla destra dell'altare maggiore si trovano affreschi con scene della Vita della Vergine di Bartolo di Fredi (1374-1375), copiate dalle perdute scene che erano state affrescate da Simone Martini, Ambrogio e Pietro Lorenzetti (1335) sulla facciata dell'ospedale di Santa Maria della Scala di Siena; la pala d'altare di questa cappella è una Nascita di Maria di Vincenzo Tamagni, dipinta nel 1523.
Nella cappella di sinistra, chiamata anche cappella del Sacramento, è stata collocata una tavola di scuola fiorentina degli anni trenta - quaranta del XV secolo raffigurante una Pietà con episodi della passione: l'opera proviene forse da San Domenico, ma era già in loco nel XIX secolo.

### Parete sinistra della navata
Nelle adiacenze della cappella del Sacramento troviamo un affresco di Sebastiano Mainardi con San Gimignano che benedice tre illustri sangimignanesi (1487): l'affresco sovrasta il monumento funebre di fra Domenico Strambi (1488) committente anche dell'affresco.
A lato della porta di ingresso del chiostro si trova un bel bassorilievo di Tino da Camaino.
All'interno di un altare barocco possiamo vedere riscoperto un affresco con la Madonna del latte attribuito a Lippo Memmi e databile agli anni 1314 - 1315
Vi si trova anche un pulpito di vero marmo di gusto rinascimentale decorato nel 1524.
Posto verso la metà della navata è l'affresco con il San Sebastiano con devoti di Benozzo Gozzoli, completato il 28 luglio 1464. Il santo è rappresentato in un'iconografia lontana dalla tradizione, che lo propone come un giovane nudo, legato ad un albero o ad una colonna e trafitto da frecce. Benozzo Gozzoli, invece, lo ha raffigurato vestito, con un ampio mantello sorretto dagli angeli, al di sotto del quale si raccoglie la popolazione in preghiera, in cerca di protezione dalla peste - provocata dalle frecce che Dio Padre, irato, scaglia dall'alto. Ad intercedere per la popolazione ci sono anche il Figlio e la Vergine, col seno scoperto. Questo affresco è stato seguito da un secondo esemplare, presente sulla controfacciata della Collegiata di Santa Maria Assunta, nel quale il martirio del santo è invece proposto secondo l'iconografia tradizionale.
Segue una tavola con Madonna in trono con bambino e Santi del 1511 di Ridolfo del Ghirlandaio.
Infine, al primo altare, l'Adorazione della Croce, affresco di Vincenzo Tamagni.

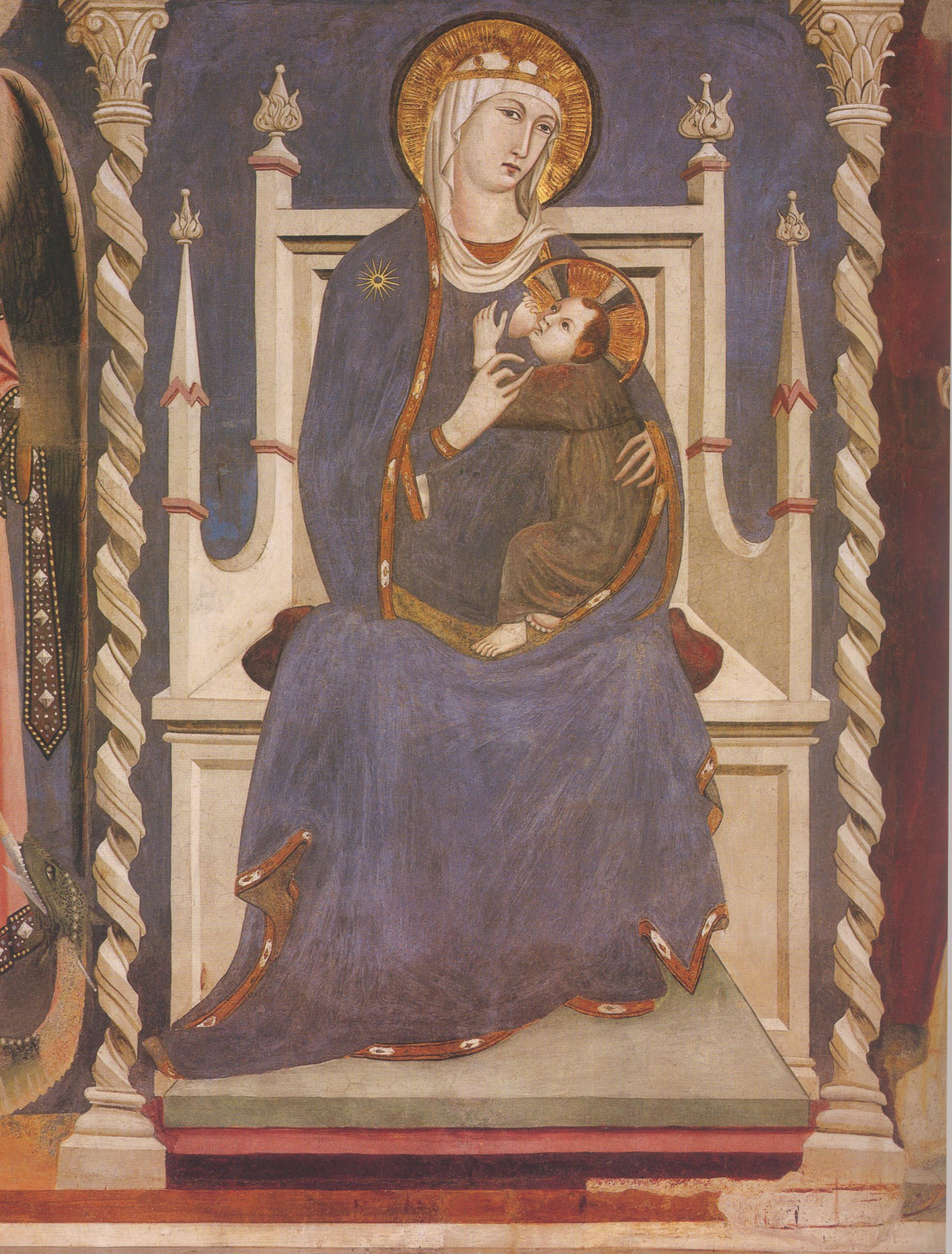
Lippo Memmi, Madonna del latte
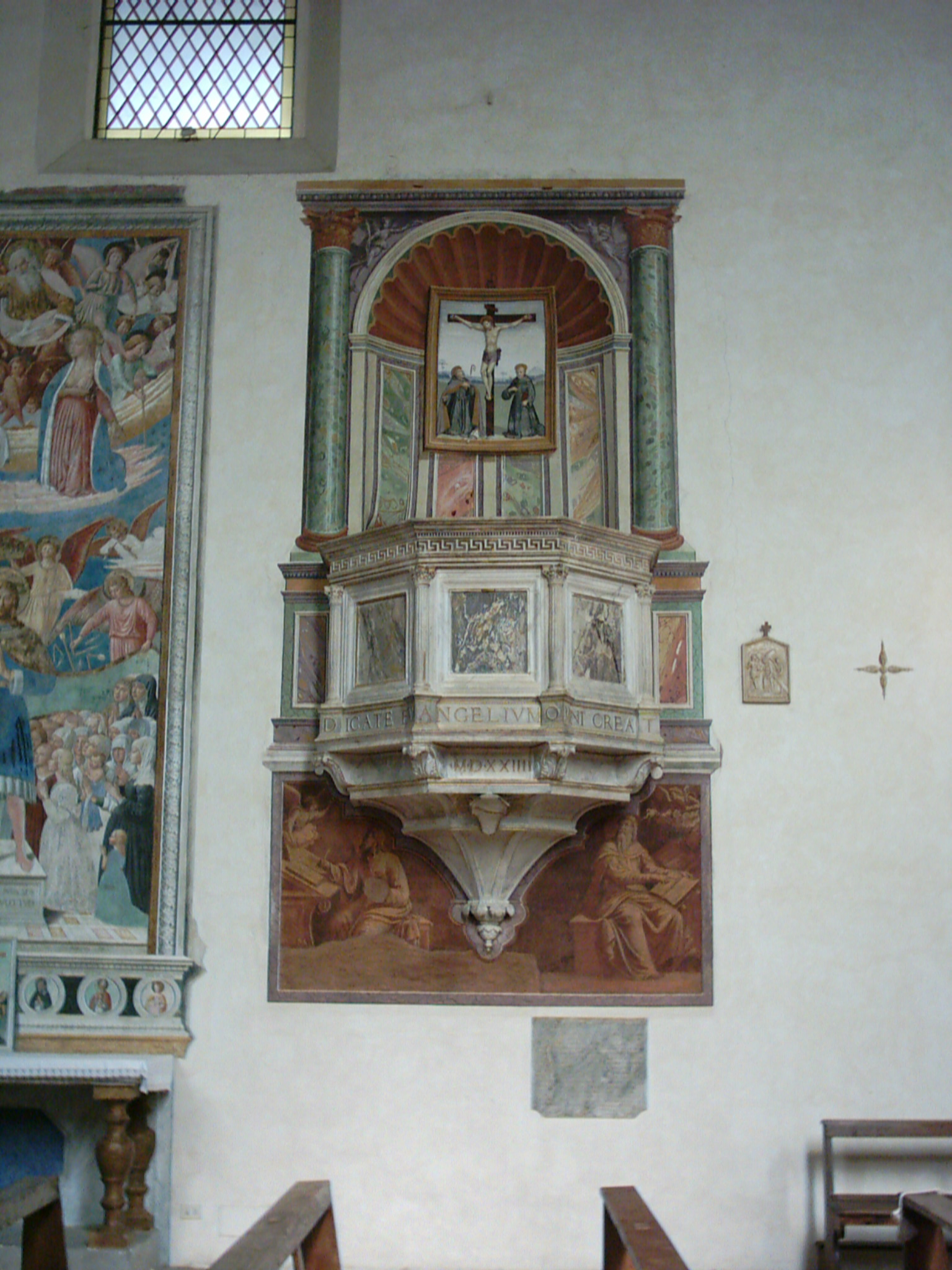
Pulpito
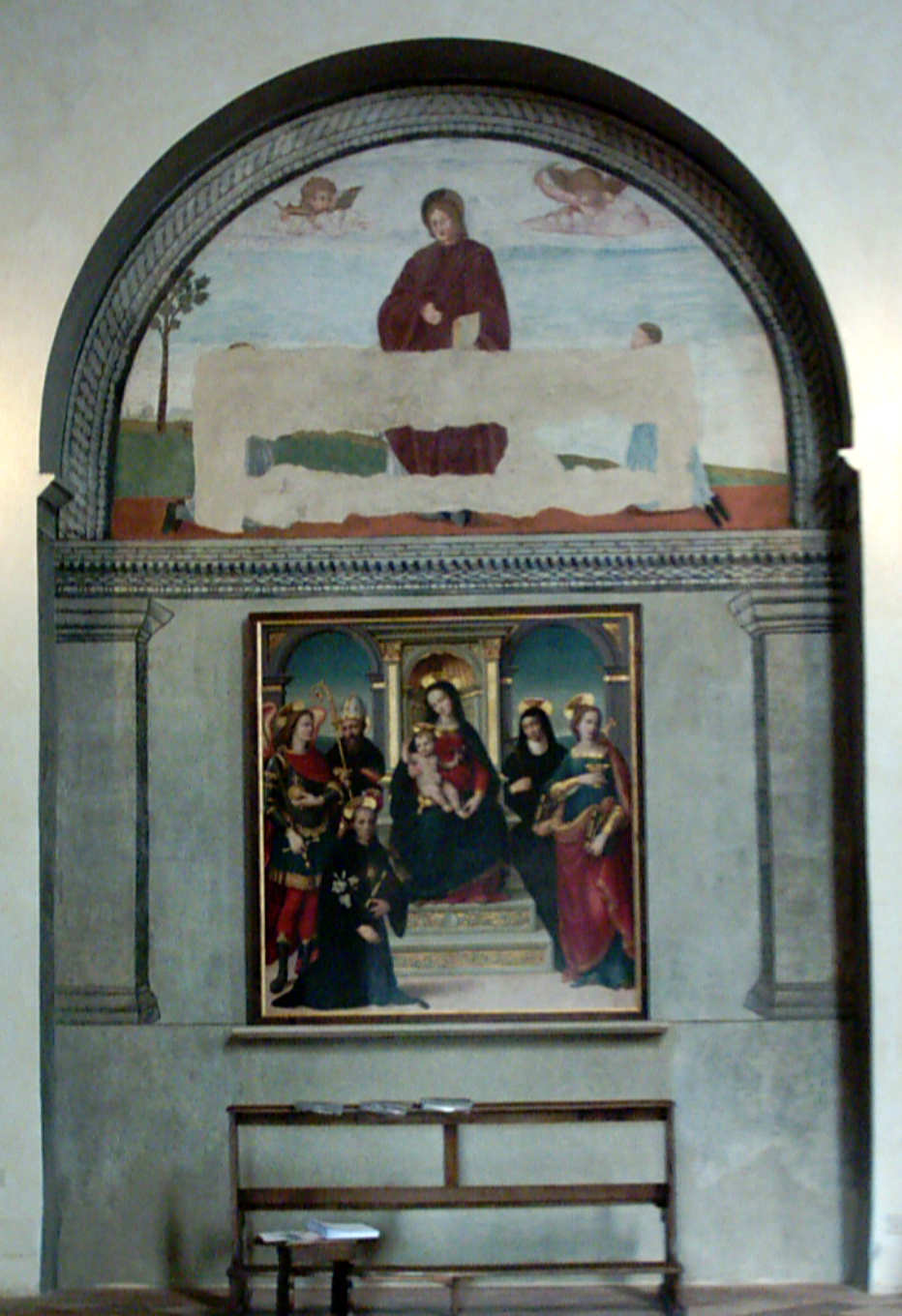
Ridolfo del Ghirlandaio, Madonna in trono e santi
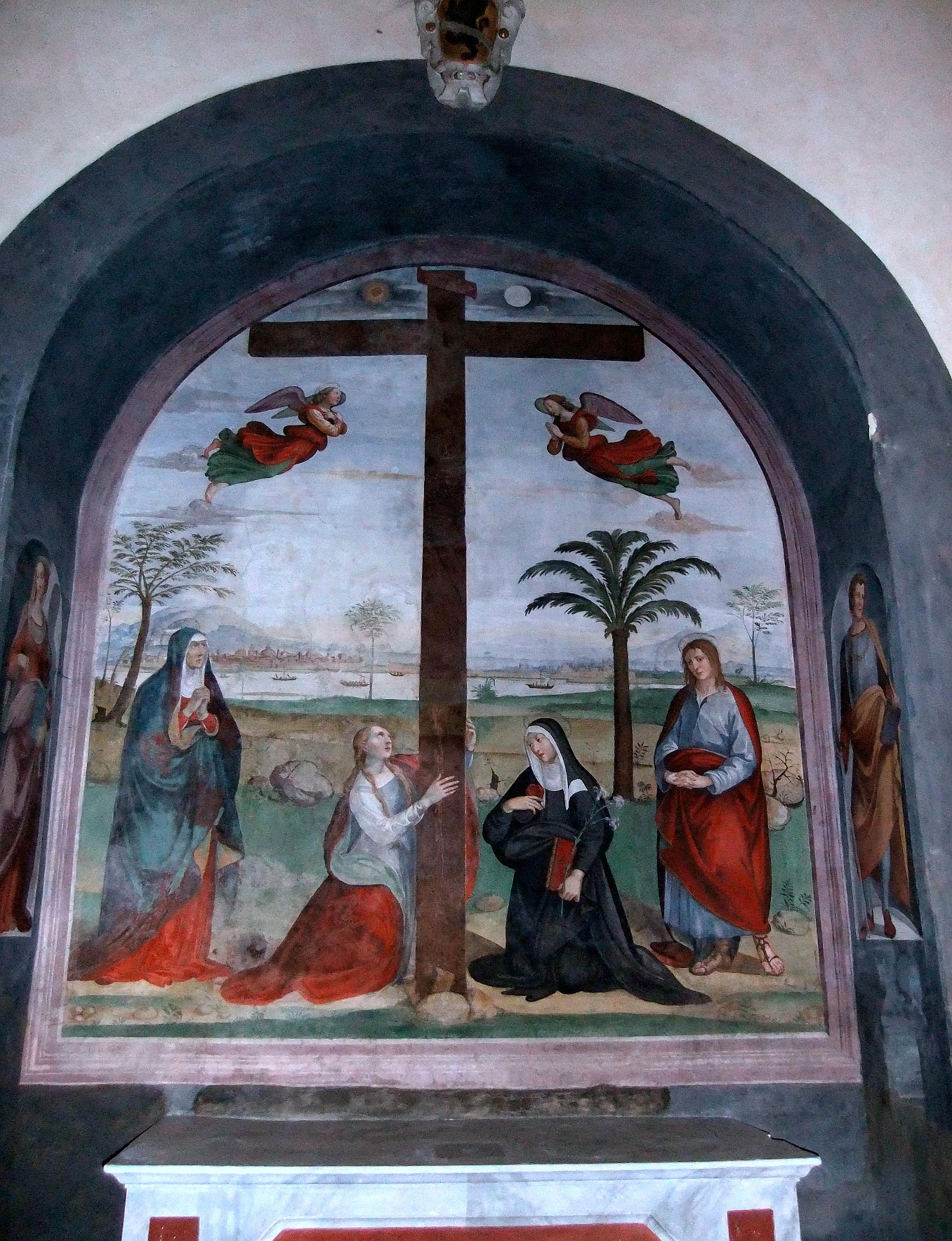
Vincenzo Tamagni: Adorazione della Croce

## Altre immagini

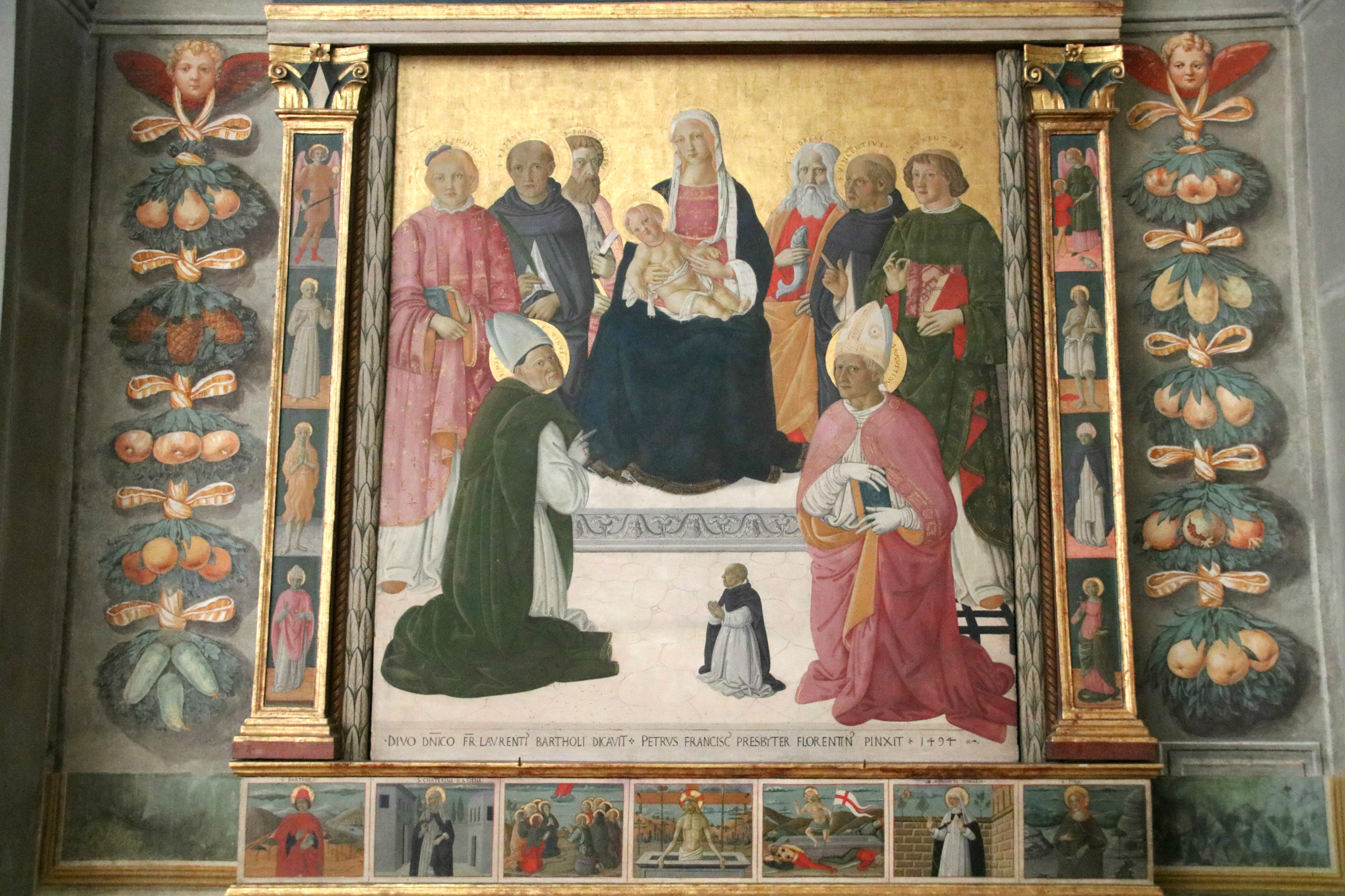
Pier Francesco Fiorentino, Madonna e santi, 1494
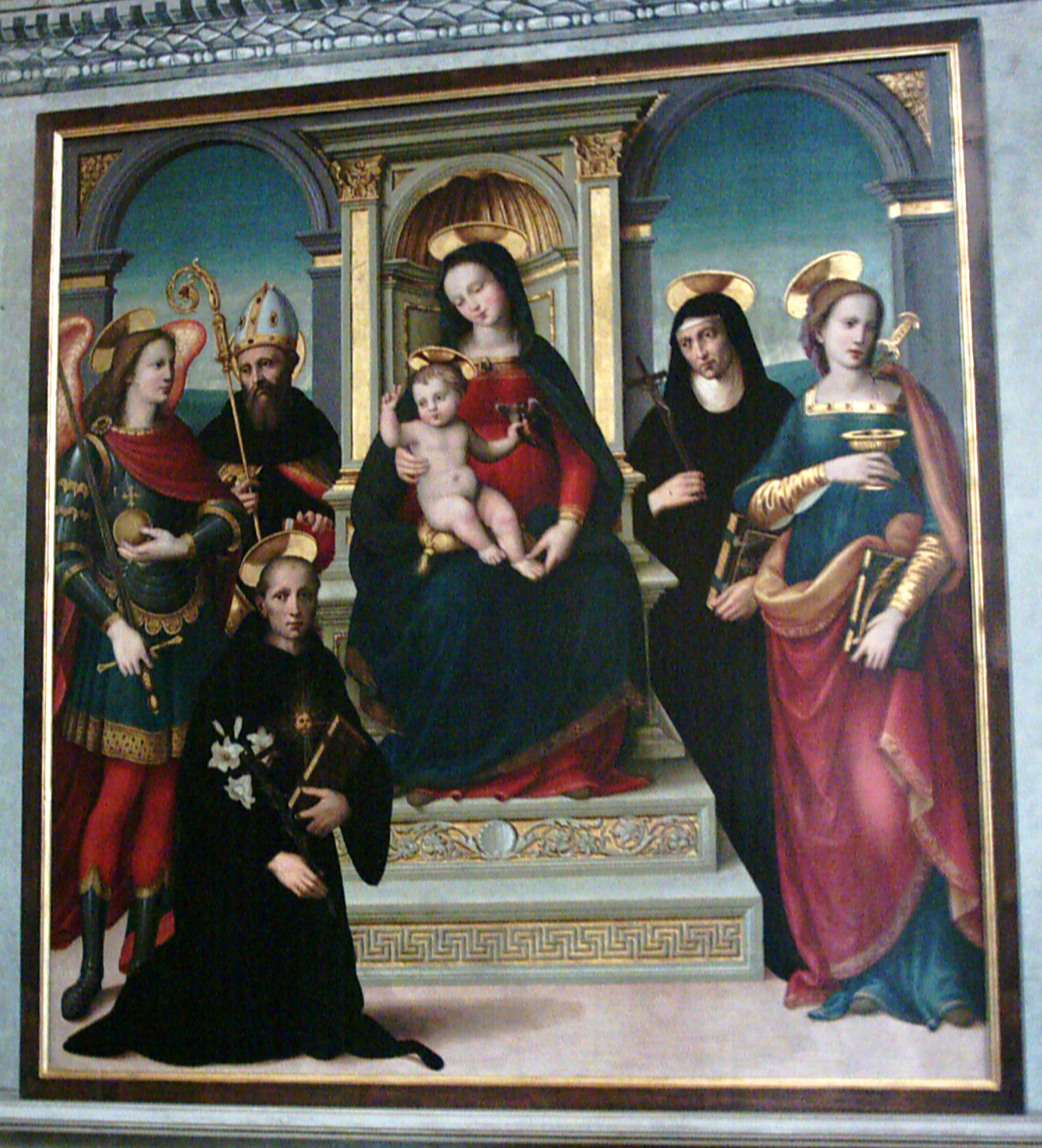
Ridolfo del Ghirlandaio, Madonna in trono e santi, particolare della tavola